# 卡耶

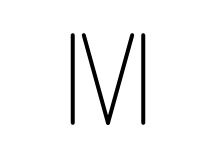
卡耶部落的塔木加印記

卡耶部落（土耳其语：Kayı boyu）是烏古斯突厥人部落聯盟的其中一員。據11世紀時的學者麻赫穆德·喀什噶里的研究，卡耶部落的塔木加印記寫作，而「卡耶」一詞的意義是：「因關係而獲得力量與權力者」。
依照奧斯曼帝國的傳統觀點認為，帝國創始者奧斯曼一世的先祖是來自卡耶部落的成員。然而，現今許多歷史學家對這項說法提出了嚴肅的批判與質疑。因為有關奧斯曼一世擁有卡耶部落血統的唯一證據，僅有來自15世紀才寫成的族譜可供參考，也就是直到奧斯曼一世逝世一百多年後，奧斯曼官方才開始宣稱奧斯曼皇室是來自卡耶部落的後裔。更重要的是，奧斯曼帝國現存最早的家譜根本沒有提及奧斯曼家族與卡耶部落有任何關連，這代表有關奧斯曼家族是來自卡耶部落的說法，極有可能是日後奧斯曼歷史學者所虛構的。